# Denis Michael Rohan

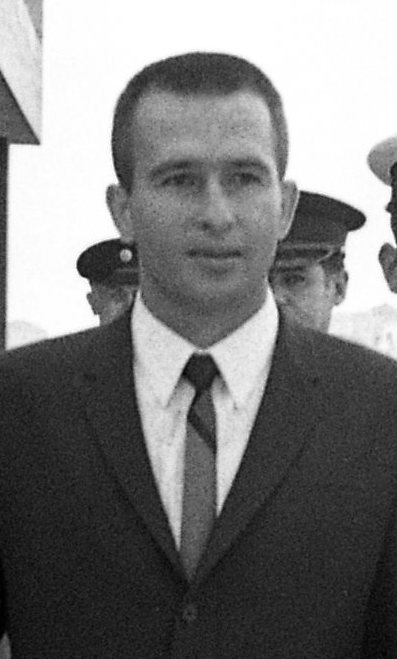
Denis Michael Rohan, 1969

Denis Michael Rohan, der Name wird auch als Michael Denis William Rohan angegeben (* 1. Juli 1941; † 20. März 2013), war ein australischer Staatsbürger, der 1969 einen Brandanschlag auf die al-Aqsa-Moschee in Jerusalem ausführte und damit eine schwere politische Krise auslöste.

## Von Australien nach Israel
Denis Michael Rohan hatte ebenso wie seine Mutter und mindestens eines seiner Geschwister Psychiatrieerfahrung. Obwohl Psychiater ihm später eine durchschnittliche Intelligenz bescheinigten, galt er in seiner Schulzeit als geistig zurückgeblieben und wurde von Mitschülern verspottet.
Als Erwachsener gelang es Rohan zunächst, ein relativ normales Leben zu führen. Er fand durch seine Arbeit als Schafscherer Anerkennung und soziale Kontakte; er heiratete. Wenn er in Stress geriet, hörte er manchmal Stimmen. Erstmals geschah das im März 1964 in Grenfell, als ihn seine Frau mit dem gemeinsamen zwei Monate alten Baby verließ. Er verbrachte daraufhin vier Monate in einer psychiatrischen Einrichtung.
Rohans Leben nahm eine neue Wendung, als er auf Schriften der Weltweiten Kirche Gottes stieß. Er wurde Mitglied, was bedeutete, dass er der Kirche den Zehnten zahlte und ihre Zeitschrift The Plain Truth abonnierte. Der Kirchengründer Herbert W. Armstrong vertrat einige Sonderlehren, die der Weltweiten Kirche Gottes ein besonderes Kolorit geben. Aber ebenso wie viele Theologen aus dem evangelikalen Spektrum sah er 1967 in Israels Einnahme der Jerusalemer Altstadt ein Zeichen dafür, dass das Ende der Welt nahe sei; die endzeitlichen Ereignisse würden mit dem Bau eines neuen jüdischen Tempels auf dem Tempelberg und der Wiederaufnahme des Opferkults beginnen.
Rohan reiste nach Großbritannien. Seine Kirche hatte dort eine Studieneinrichtung, bei der er sich einschreiben wollte. Allerdings verfolgte er diesen Plan nicht weiter, sondern arbeitete in einem Krankenhaus in Middlesex. Er wollte eigentlich nach Kanada weiterreisen, entschied sich wegen des kanadischen Winters aber anders und wählte Israel als nächstes Ziel.
Im März 1969 kam Rohan mit einem Touristenvisum per Schiff nach Israel. Er arbeitete mehrere Monate als Volontär im Kibbutz Mischmar haScharon und lernte nebenher Hebräisch. Unter den Volontären fiel er durch seine Ernsthaftigkeit auf, fügte sich aber auch gut in den Arbeitsalltag ein. Er redete gern über religiöse Themen, was aber nicht weiter beachtet wurde. Die familiäre Atmosphäre unter den rund 40 Volontären, die Rohan mit seinen Eigenheiten akzeptierten, führte zu einer psychischen Krise. Nach dem abendlichen Singen von Hinne mah tov im Kreis der Volontäre hatte er nachts einen Zusammenbruch und entwickelte neue Phantasien: er sei Jude, denn er sei mit dem britischen Königshaus verwandt, das nach den Lehren seiner Kirche von König David abstammte (Britisch-Israel-Theorie). Prinz Charles wurde nämlich am 1. Juli 1969 zeremoniell als Thronfolger eingesetzt, und er selbst hatte am 1. Juli Geburtstag; diese Datumsübereinstimmung betrachtete er als übernatürlichen Hinweis.

## Aufenthalt in Jerusalem und Anschlag

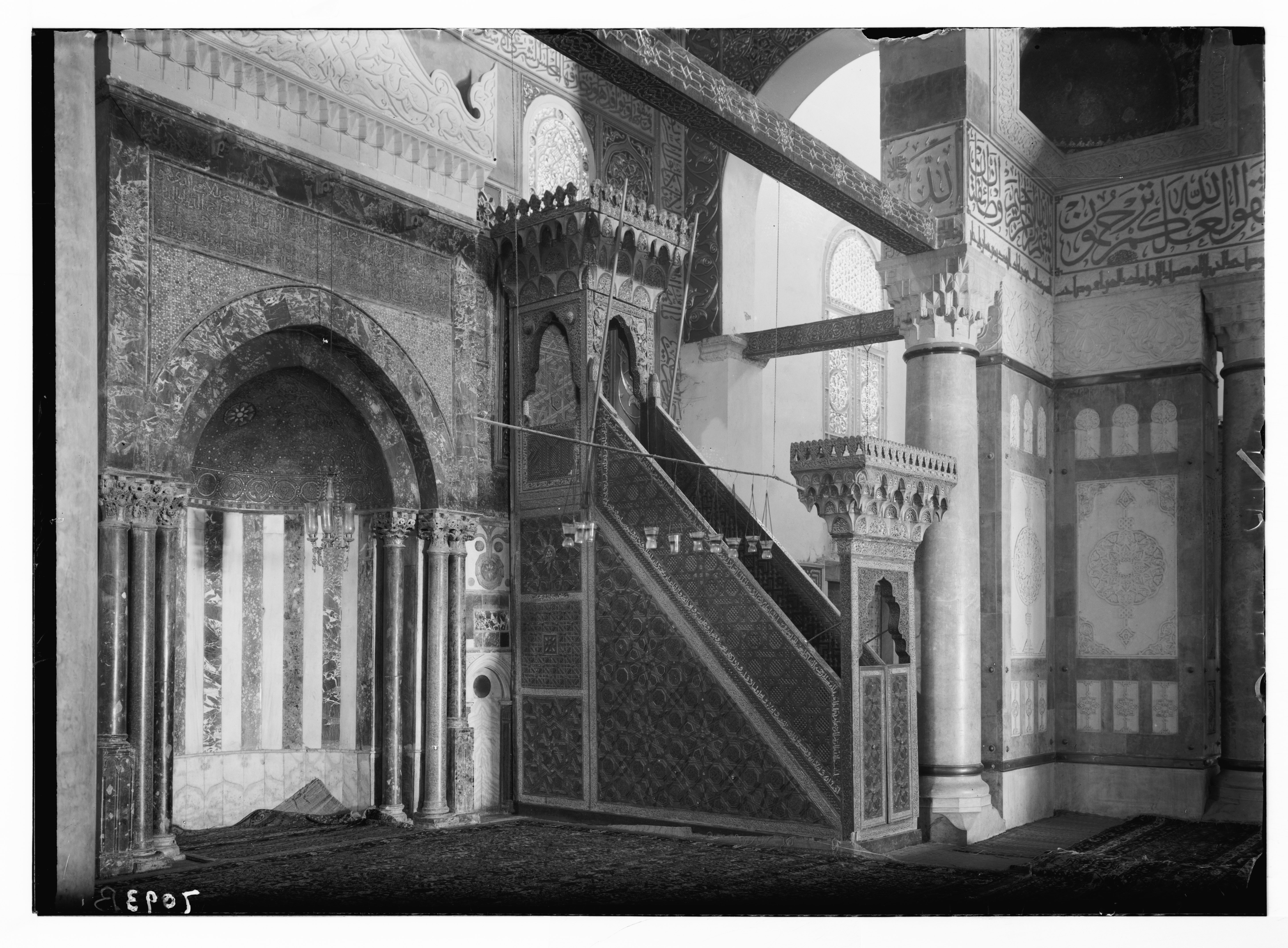
Minbar aus dem 12. Jahrhundert, 1969 durch Brandstiftung zerstört (Foto vor 1939)

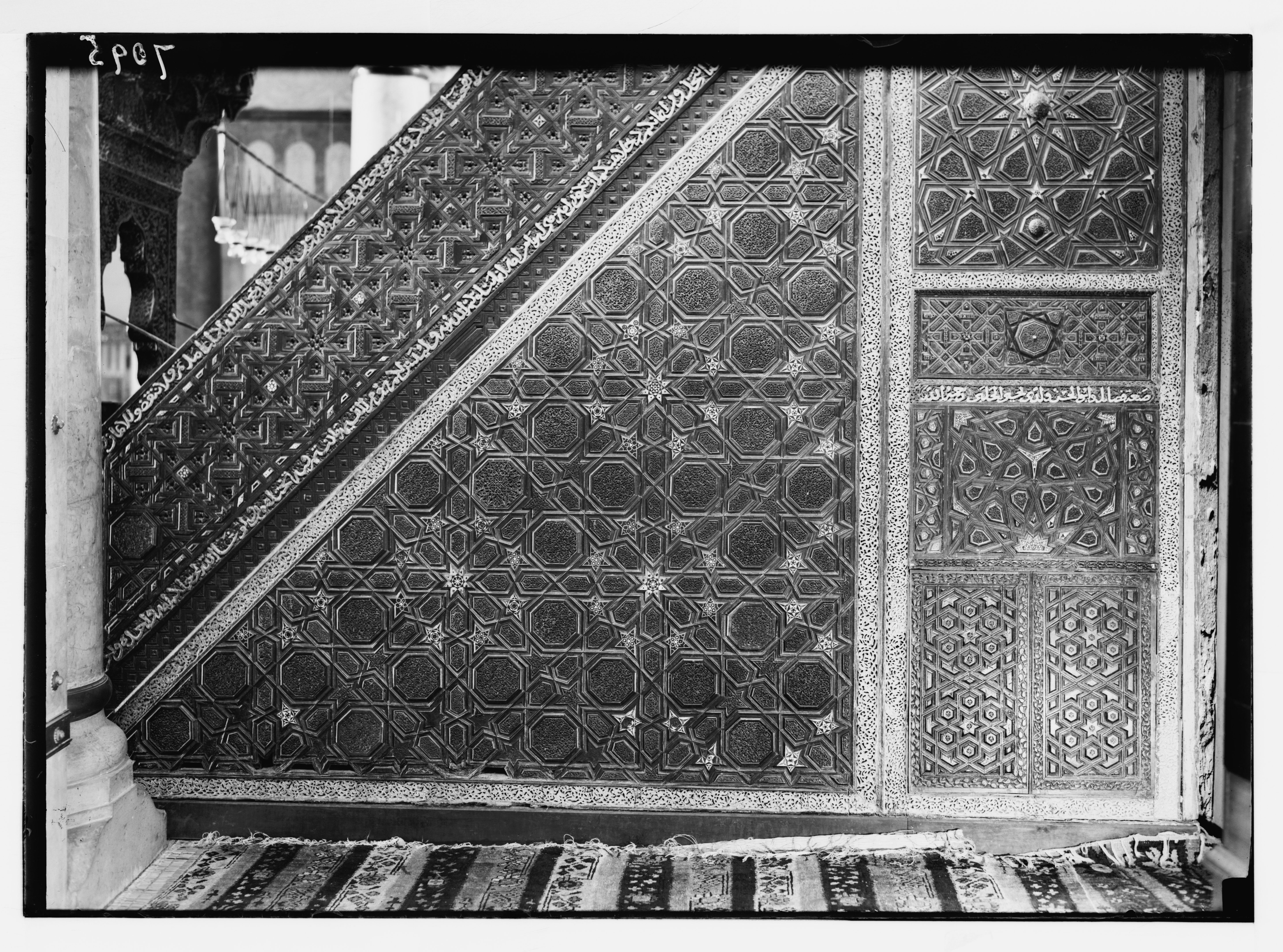
Schnitzwerk, Detail

Rohan verließ den Kibbutz und zog für zwei Wochen nach Jerusalem. Da er sich mittlerweile für einen Nachkommen König Davids hielt, kehrte er im King David ein, dem teuersten Hotel der Stadt. Er verbrachte viel Zeit auf dem Tempelberg, knüpfte Kontakte mit Muslimen und war bekannt für seine hohen Trinkgelder.
Wie er später bei seinem Prozess erläuterte, war er der Ansicht, die al-Aqsa-Moschee verhindere durch ihre Existenz die Wiederkunft Jesu Christi und müsse daher entfernt werden. Während man meist annimmt, dass der Salomonische Tempel sich im Bereich des Felsendoms befunden habe, lokalisierte Rohan ihn unter der al-Aqsa und konzentrierte seine Planungen deshalb auf dieses Gebäude.
Rohan unternahm einen ersten Brandstiftungsversuch, indem er sich auf einem etwas abseits stehenden Baum auf dem Gelände des Haram versteckte, dort den Abend abwartete und einen Plastikschlauch unter der Moscheetür hindurchschob, durch den er Benzin ins Innere leitete. Er gelangte trotz geschlossener Haramtore unerkannt ins Freie; die von ihm gelegte Lunte verglühte allerdings, ohne Schaden anzurichten, sie wurde vom Wachpersonal nicht einmal bemerkt.
Am 21. August 1969 verabredete er sich mit einem Wachmann des Waqf am Löwentor. Angeblich wollte er morgens vor Beginn der offiziellen Öffnungszeit ungestört auf dem Haram fotografieren. Er löste am Mughrabi-Tor ein Ticket und betrat das Gelände mit einer Tasche, in der zwei Kanister und eine Flasche mit Petroleum und Benzin waren. Sein Begleiter ließ ihn allein in die al-Aqsa-Moschee eintreten. Rohans Ziel war eine historische Kanzel (Minbar) aus Zedernholz, die Saladin im 12. Jahrhundert zur Erinnerung an seinen Sieg über die Kreuzfahrer gestiftet hatte. Er tränkte einen Schal mit Petroleum. Den Rest des Petroleums und Benzins verschüttete er auf dem Zederngebälk der Kanzel und brennbaren Objekten in deren Nähe. Den Schal drapierte er auf einer Stufe des Minbar und zündete ihn an. Dann verließ er die Moschee, verabschiedete sich von dem Wachmann, der ihn eingelassen hatte, und verließ den Haram, bevor das Feuer entdeckt wurde. Mit einem Taxi gelangte er zur Bushaltestelle und von dort aus per Bus zum Kibbutz.

## Brandbekämpfung
Das Feuer breitete sich schnell aus. Die von der al-Aqsa aufsteigende Rauchsäule konnte überall in der Stadt gesehen werden. Freiwillige strömten zusammen, um löschen zu helfen. In der Altstadt gab es ein einziges Feuerwehrfahrzeug; die Besatzung brauchte lange, um die Schläuche auf der Esplanade des Haram auszulegen, und erst nach etwa einer Stunde trafen andere Löschzüge aus Bethlehem und von weiter her ein. Jüdische und arabische Feuerwehren bekämpften den Brand gemeinsam vier Stunden lang, konnten aber nicht verhindern, dass die kostbare Kanzel völlig verbrannte und die Decke der Ostapsis einbrach.
Die israelischen Feuerwehrfahrzeuge wurden bei ihrem Eintreffen teilweise von aufgebrachten Palästinensern mit Steinen beworfen, ihre Schläuche zerschnitten: ein Gerücht hatte sich ausgebreitet, die Israelis wollten nicht löschen, sondern den Brand mit Petroleum weiter anfachen. Andererseits warf der Muslimische Rat der Jerusalemer Stadtverwaltung vor, dass die israelische Feuerwehr absichtlich verzögert am Einsatzort eingetroffen sei.

## Polizeiliche Ermittlungen
In Rohans Jerusalemer Hotelzimmer fanden die Ermittler eine Flasche Benzin und einen Zettel mit dem Namen seines Kibbutz. Am nächsten Morgen wurde Rohan dort verhaftet. Bei der Befragung nach seiner Festnahme legte Rohan sogleich ein volles Geständnis ab. Er erklärte, er sei der Erwählte Gottes und habe den Auftrag, den jüdischen Tempel zu bauen. Um seine Erwählung zu beweisen, habe er zuvor die Moschee zerstören müssen.

## Reaktionen auf den Anschlag
- In den von Israel 1967 besetzten Gebieten reagierten die Palästinenser mit einem Generalstreik.[4]
- In der muslimischen Welt vermutete man Israel hinter dem Anschlag. Ägyptens Staatspräsident Gamal Abdel Nasser erklärte es zur heiligen Pflicht aller arabischen Staaten, gegen Israel Krieg zu führen.[4] König Faisal befahl der saudischen Armee, sich auf den Dschihad vorzubereiten.[2]
- 24 UN-Mitglieder aus dem arabischen Raum riefen den UN-Sicherheitsrat zum Handeln auf. Der jordanische UN-Botschafter Muhammad al-Farrah formulierte den im Raum stehenden Verdacht so: „Nach Nachrichten aus israelischen Quellen ist dieser australische Staatsbürger ein Freund Israels, der von der Jewish Agency ins Land gebracht wurde, um dort zu arbeiten.“[10]
- 15. September 1969: Der UN-Sicherheitsrat verurteilte die Tat in seiner Resolution 271.[11]
- 25. September 1969: Die Konferenz der Könige und Staatsoberhäupter islamischer Staaten tagte wegen des Anschlags auf die al-Aqsa-Moschee in Rabat (Marokko). Die 24 Teilnehmerstaaten vereinbarten ein gemeinsames Vorgehen zur Abwehr von Angriffen auf die muslimische Gemeinschaft, das dann zur Gründung der Organisation für Islamische Zusammenarbeit führte.[12]

## Polizeiliche Ermittlungen und Prozess
Zwei Monate nach dem Anschlag begann am 7. Oktober 1969 der Prozess im International Convention Center Jerusalem. Vorsitzender Richter war Henry F. Baker; Rohans Verteidigung übernahm Yitzhak Tunik, ein bekannter Strafverteidiger aus Tel Aviv. Als Staatsanwalt war Meir Shamgar mit dem Fall befasst, der auch am Eichmann-Prozess teilgenommen hatte. Der Prozess hatte für den Staat Israel große Bedeutung, um die Weltöffentlichkeit davon zu überzeugen, dass Israelis nicht in den Brandanschlag verwickelt waren. Rohan wurde wegen Brandstiftung und Verletzung einer heiligen Stätte in je zwei Fällen angeklagt. Er erklärte sich für unschuldig, was er am nächsten Tag widerrief. Außer Rohans eigenen Aussagen bei der Vernehmung lagen dem Gericht Farbdias vor, die Rohan vor seiner Tat vor und in der Moschee gemacht hatte und die nach Angaben der Polizei brennbares Material im Innenraum der Moschee zeigten. Die Verteidigung erklärte, dass Rohan zum Zeitpunkt der Tat unzurechnungsfähig gewesen sei; dazu wurden auch Psychiater aus Australien gehört, die Rohan vor dessen Ankunft in Israel behandelt hatten.
Für Rohan waren die sieben Wochen, die der Prozess dauerte, nach Meinung des Prozessreporters Abraham Rabinovich der Höhepunkt seines Lebens. Vor einem aufmerksamen Publikum konnte er seine religiösen Anschauungen darlegen. Eine göttliche Stimme habe ihm verheißen, dass er den neuen Tempel bauen werde und alle Jungfrauen Israels seine Nachkommen zur Welt bringen würden, Zippora aber (seine Hebräischlehrerin im Kibbutz) werde seine Frau sein.
Im Prozess wurde Rohan von allen Gutachtern eine erblich bedingte Schizophrenie diagnostiziert. Der Reporter der Zeit berichtete seiner Leserschaft in allen Einzelheiten über das Leben des Angeklagten, wodurch Empathie entstand; Rohan wirkte weniger wie ein Fall von religiösem Wahn als wie ein „kranker, einsamer Vagabund.“
Das Gericht kam zu dem Schluss, dass Rohan den Akt der Brandstiftung „unter einem pathologischen Impuls, den er nicht kontrollieren konnte“ ausführte. Rohan wurde am 31. Dezember 1969 auf unbegrenzte Zeit in die Psychiatrie eingewiesen, wobei es dem Justizministerium überlassen blieb, den Ort dafür festzulegen.

## Späteres Leben
Rohans Aufenthaltsort wechselte danach mehrfach. Sein psychischer Zustand verschlechterte sich nach der Urteilsverkündung. Er hatte Halluzinationen und hielt sich für den Messias. Am 3. September 1970 floh er aus einer psychiatrischen Klinik in Beer Yaacov, wurde aber von der Polizei schon nach einigen Stunden aufgegriffen und danach in eine psychiatrische Anstalt in der alten Kreuzfahrerfestung von Akko eingewiesen. Er war, wie er sagte, geflohen, um seine „Königin“ Zippora zu treffen. 1974 wurde er nach Australien überstellt, wo er den Rest seines Lebens in der psychiatrischen Einrichtung des Callan Park Hospital verbrachte.